# Оконедо, Софи
Софи Оконедо (англ. Sophie Okonedo; род. 11 августа 1968, Лондон, Великобритания) — британская актриса, номинант на премию «Оскар» (2005), лауреат «Тони» в 2014 году. Командор ордена Британской империи (CBE, 2018).

## Биография
Софи Оконедо родилась в Лондоне. Её мать Джоан — тренер по пилатесу, отец Генри Оконедо — государственный служащий, бросивший семью, когда девочке было пять лет.
Её отец — нигериец, а мать — еврейка-ашкенази, родившаяся в Ист-Энде в семье иммигрантов из Польши и России, говоривших на идише. В детстве Софи ходила в синагогу. Бросив школу в 16 лет, работала продавщицей. Посещала семинары актёрского мастерства в Royal Court Young People’s Theatre, затем поступила в Королевскую академию драматического искусства, по окончании которой принимала участие в различных постановках Королевской шекспировской компании, Янг-Вика и Королевского национального театра.
Параллельно актриса начала карьеру в кино и на телевидении. За роль в драме «Отель „Руанда“» Софи Оконедо была номинирована на «Оскар» в категории «Лучшая женская роль второго плана».
Софи живёт в Лондоне в районе Мазвелл-Хилл (англ. Muswell Hill), дочь Ифе (род. 1997) от гражданского брака с ирландцем Йоном Мартином. По состоянию на 2023 год она замужем за Джейми Чалмерсом, строителем.

## Избранная фильмография
| Год  |     | Русское название                   | Оригинальное название          | Роль                                                             |
| ---- | --- | ---------------------------------- | ------------------------------ | ---------------------------------------------------------------- |
| 1991 | ф   |                                    | Young Soul Rebels              | Трейси                                                           |
| 1995 | ф   | Эйс Вентура 2: Когда зовёт природа | Ace Ventura: When Nature Calls | принцесса Вачати                                                 |
| 1997 | ф   | Шакал                              | The Jackal                     | ямайская девушка                                                 |
| 1999 | ф   | Любовь этого года                  | This Year's Love               | Дениз                                                            |
| 2002 | ф   | Грязные прелести                   | Dirty Pretty Things            | Джульетт                                                         |
| 2003 | мс  | Доктор Кто: Крик Шалки             | Scream of The Shalka           | Элисон Чени (6 эпизодов)                                         |
| 2004 | ф   | Отель «Руанда»                     | Hotel Rwanda                   | Татьяна Русесабагина                                             |
| 2005 | ф   | Эон Флакс                          | Æon Flux                       | Ситандра                                                         |
| 2006 | ф   | Громобой                           | Stormbreaker                   | миссис Джонс                                                     |
| 2006 | мтф | Цунами                             | Tsunami: The Aftermath         | Сьюзи Картер                                                     |
| 2006 | ф   | Сцены сексуального характера       | Scenes of a Sexual Nature      | Анна                                                             |
| 2007 | ф   | Дитя с Марса                       | Martian Child                  | Софи                                                             |
| 2007 | мтф | Оливер Твист                       | Oliver Twist                   | Нэнси (5 эпизодов)                                               |
| 2008 | ф   | Тайная жизнь пчёл                  | The Secret Life of Bees        | Мэй Боутрайт                                                     |
| 2009 | ф   | Кожа                               | Skin                           | Сандра Лэйнг                                                     |
| 2010 | тф  | Госпожа Мандела                    | Mrs. Mandela                   | Винни Мандела                                                    |
| 2010 | с   | Доктор Кто                         | Doctor Who                     | Лиз Десятая (в эпизодах «Зверь внизу» и «Пандорика открывается») |
| 2013 | мтф | Праздник мая                       | Mayday                         | Фиона                                                            |
| 2013 | ф   | После нашей эры                    | After Earth                    | Файа Рэйдж                                                       |
| 2013 | мтф | Мастер побега                      | The Escape Artist              | Мэгги Гарднер (3 эпизода)                                        |
| 2016 | мтф | Пустая корона                      | The Hollow Crown               | королева Маргарет (3 эпизода)                                    |
| 2018 | ф   | Кристофер Робин                    | Christopher Robin              | Кенга (озвучивание)                                              |
| 2018 | ф   | Дикая Роза                         | Wild Rose                      | Сюзанна                                                          |
| 2019 | ф   | Хеллбой                            | Hellboy                        | леди Хеттон                                                      |
| 2022 | ф   | Смерть на Ниле                     | Death on the Nile              | Саломея Оттерборн                                                |
| 2023 | с   | Медленные лошади                   | Slow Horses                    | Ингрид Тирни, генеральный директор МИ5                           |

## Награды и номинации
Полный перечень наград и номинаций — на сайте IMDB.
| Награды и номинации | Награды и номинации       | Награды и номинации                       | Награды и номинации | Награды и номинации |
| Год                 | Награда                   | Категория                                 | Фильм/Телесериал    | Результат           |
| ------------------- | ------------------------- | ----------------------------------------- | ------------------- | ------------------- |
| 2005                | Оскар                     | Лучшая женская роль второго плана         | Отель «Руанда»      | Номинация           |
| 2005                | Black Reel Awards         | Лучшая актриса в драме                    | Отель «Руанда»      | Победа              |
| 2005                | NAACP Image Awards        | Лучшая актриса второго плана              | Отель «Руанда»      | Номинация           |
| 2005                | Screen Actor Guild Awards | Лучшая актриса второго плана              | Отель «Руанда»      | Номинация           |
| 2007                | Золотой глобус            | Лучшая актриса мини-сериала или TV-фильма | Цунами              | Номинация           |
| 2008                | Hollywood Film Festival   | Лучший актёрский состав                   | Тайная жизнь пчёл   | Победа              |
| 2010                | Black Reel Awards         | Лучшая актриса                            | Кожа                | Номинация           |